# Савиньи, Карл Фридрих
Карл Фридрих Савиньи (нем. Karl Friedrich von Savigny; 19 сентября 1814, Берлин — 11 февраля 1875, Франкфурт-на-Майне) — прусский политический деятель, дипломат, сын знаменитого юриста Фридриха Савиньи и его супруги Кунигунды.

## Биография
В 1840 году Карл Фридрих фон Савиньи поступил на дипломатическую службу и был направлен в Дрезден. В 1842 году направлен в Лиссабон, в 1844-м — в Кассель, в 1845-м — в Гаагу. В революционный 1848 год выполнял дипломатические поручения в Лондоне, Париже и Франкфурте-на-Майне.
В 1850 году Савиньи назначен посланником в Карлсруэ, где сумел искусно направить Баден, колебавшийся между Пруссией и Австрией, в русло прусской политики и устроил брак великого герцога Баденского Фридриха с Луизой Прусской, дочерью принца Прусского (впоследствии императора) Вильгельма. В 1866 году, когда франкфуртский сейм постановил мобилизовать армию против Пруссии, Савиньи, состоявший посланником при сейме, отвечал заявлением о выходе Пруссии из состава Германского союза. Вместе с Бисмарком Савиньи вёл переговоры с германскими государствами о мире и о конституции Северогерманского союза. Вскоре после этого Савиньи, обиженный тем, что его надежда на пост канцлера не оправдалась, вышел в отставку.
Избранный в северогерманский, потом в общегерманский рейхстаг, а также в прусский ландтаг, он выступил там одним из наиболее видных вождей партии центра.